# Malwina Nargielewicz

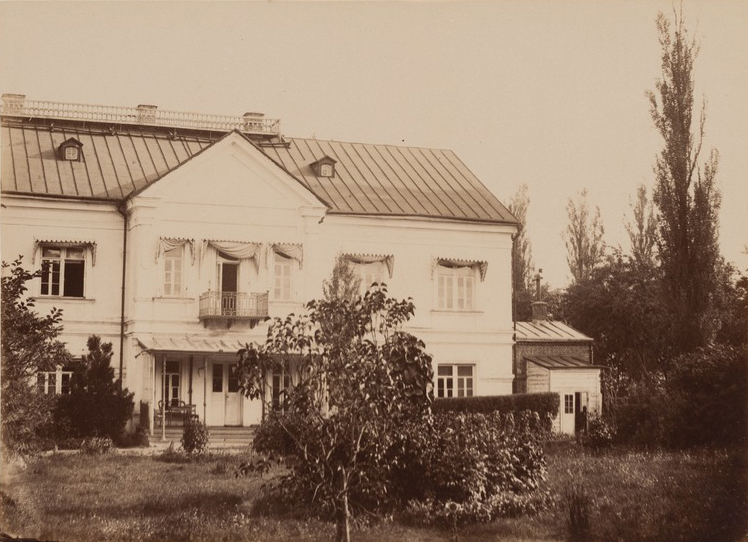
Dwór w Wojnowie w 1894 roku

Malwina Nargielewicz (ur. 1841 w Adamarynie w guberni mińskiej, zm. 1922 we Lwowie) – ziemianka, uczestniczka powstania styczniowego.

## Życiorys
Była córką Jana i Salomei z Przysieckich Dybowskich oraz siostrą Benedykta Dybowskiego.
Czynnie brała udział w przygotowaniach do powstania styczniowego na Białorusi, w czasie walk angażowała się w organizację powstania w majątku Tanwy. Była ochroniarką i sanitariuszką. Dostarczała żywność do oddziałów powstańczych działających w powiatach mińskim i nowogródzkim. Punktem, z którego transportowano prowiant, był dwór w Derewnej. W tym zakresie Malwina współpracowała m.in. ze swoją siostrą Anną. Również w należącym do Malwiny dworze w Wojnowie (k. Lubczy) zorganizowała punkt zaopatrzenia dla powstańców.
Malwina została internowana przez Rosjan w Wojnowie, a po zwolnieniu przez dłuższy czas była pod nadzorem policyjnym.
Jej mężem był Jan Nargielewicz, w czasie powstania styczniowego pośrednik, bibliofil. W 1903 Malwina jako wdowa (mąż zmarł w 1886) podarowała Bibliotece Ossolińskich we Lwowie 3684 dzieł w 8790 woluminach i kilkadziesiąt atlasów pochodzących z biblioteki dworskiej. Mają ekslibris z napisem Nr... Z daru Jana i Malwiny Nargielewiczów (Wojnowo, Litwa). Malwinie udało się tego dokonać po tym, jak odkupiła bibliotekę z rąk Wróblewskiego, który sobie ją przywłaszczył. Katalogowanie biblioteki ukończono w 1910. Drugą, mniejszą część biblioteki, Nargielewiczowa planowała przekazać bibliotece Towarzystwa Naukowego w Wilnie, gdy budowa jego gmachu zostanie ukończona.
Była członkinią Kasy im. Józefa Mianowskiego.
W czasie I wojny światowej jej dwór w Wojnowie został zniszczony przez Niemców (murowany dwór spalono, wycięto sady i park). To doświadczenie oraz śmierć siostry Kamili Kotowicz wywołały u Nargielewiczowej chorobę nerwową. Zmarła w lwowskiej klinice.